# 72-й армейский корпус (вермахт)
72-й армейский корпус (нем. LXXII. Armeekorps), сформирован 13 февраля 1944 года.

## Боевой путь
В 1944 году — бои на южной Украине (в районе Николаева), затем в Молдавии и Румынии. С октября 1944 — в южной Венгрии.
В 1945 году — бои в Венгрии.

## Состав корпуса
В марте 1944:
- 370-я пехотная дивизия
- 5-я полевая дивизия

В ноябре 1944:
- 271-я пехотная дивизия народного ополчения
- 1-я кавалерийская дивизия (венгерская)

В марте 1945:
- 76-я пехотная дивизия
- 8-я лёгкая пехотная дивизия
- 271-я пехотная дивизия народного ополчения

## Командующие корпусом
- С 13 февраля 1944 — генерал пехоты Сигизмунд фон Фёрстер
- С 15 сентября 1944 — генерал-лейтенант Август Шмидт
- С 22 января 1945 — генерал пехоты Антон Грассер
- С 20 апреля 1945 — генерал-лейтенант Вернер Шмидт-Хаммер